# Abigeatus
Abigeatus – staropolski termin prawniczy dla kradzieży bydła z pastwiska. Prawo pierwotnie odróżniało ten rodzaj przestępstwa od zwykłej kradzieży tj. furtum i karało surowiej. Za abigeatus uznawano kradzież koni, wołów, owiec, kóz, świń pod warunkiem, że była dotkliwa. W ten sposób kradzież konia lub wołu była powszechnie uznawana za abigeatus. W przypadku mniejszych zwierząt kradzież pojedynczej sztuki zaliczona byłaby do zwykłego furtum. Abigeatus stanowiłoby zagarnięcie np. 10 owiec albo 5 świń. Sprawca takiego przestępstwa to abigeus.
Termin zaczerpnięty wprost z prawa rzymskiego.